# Anders Gløersen

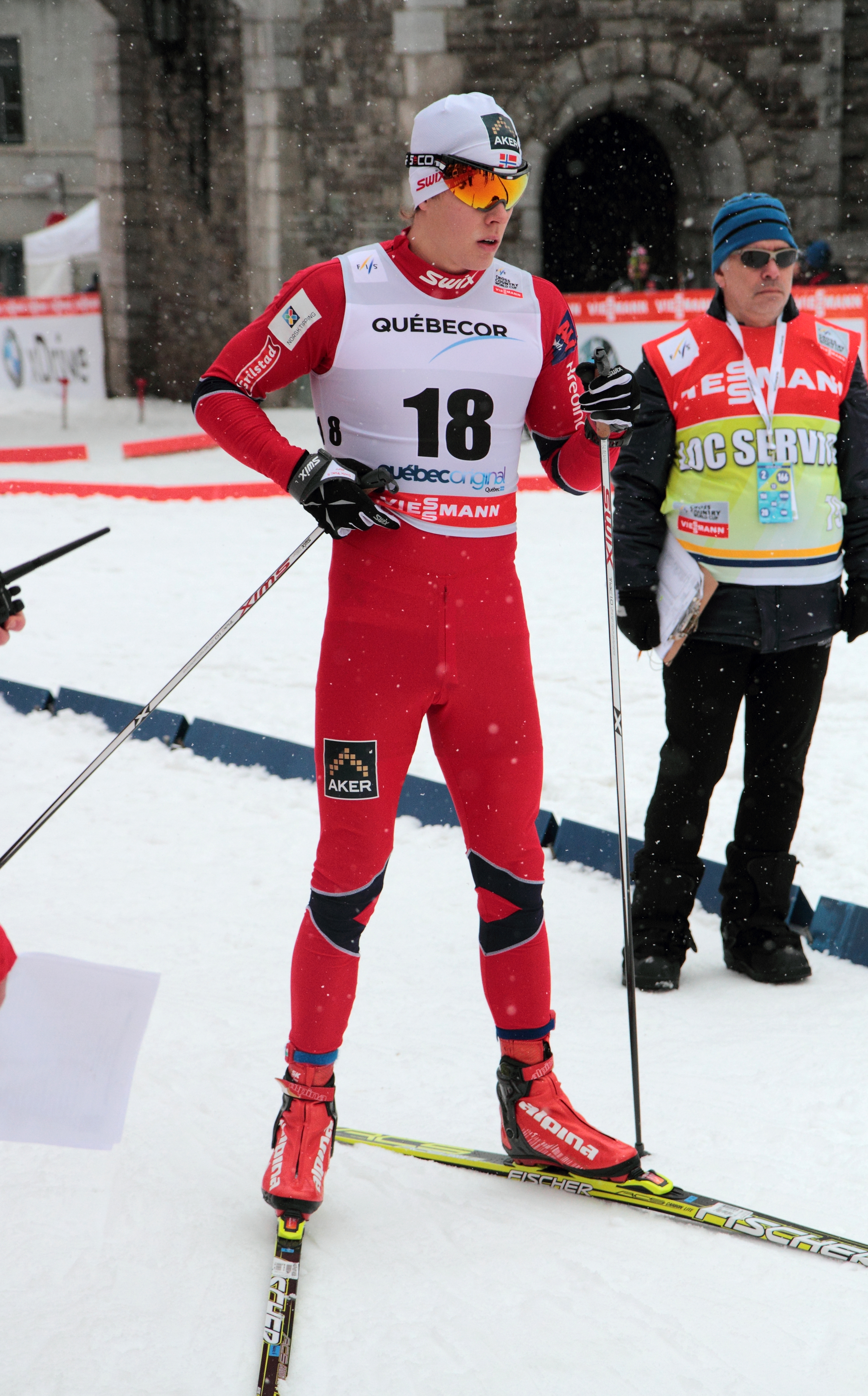
Anders Gløersen, 2012.

Anders Gløersen, född 22 maj 1986, är en norsk längdskidåkare som tävlar för Rustad IL. Han tävlar både i sprint och distanslopp. Han debuterade i världscupen 14 mars 2007 i Drammen och hans första världscupseger kom redan den 16 december 2007 när han vann sprinten i Rybinsk. 
Gloeersens första medalj i ett mästerskap kom på vm i Falun 2015 då han tog ett brons på 15 kilometer fristil.

## Världscupssegrar

### Individuellt (4)
| Datum            | Plats   | Land     | Disciplin            |
| ---------------- | ------- | -------- | -------------------- |
| 16 december 2007 | Rybinsk | Ryssland | Sprint fristil       |
| 1 mars 2008      | Lahtis  | Finland  | Sprint fristil       |
| 14 mars 2010     | Oslo    | Norge    | Sprint fristil       |
| 20 december 2014 | Davos   | Schweiz  | 15 kilometer fristil |

### Stafett (1)
| Datum            | Plats      | Land     | Disciplin         |
| ---------------- | ---------- | -------- | ----------------- |
| 15 december 2010 | Düsseldorf | Tyskland | Lagsprint fristil |